# Банда Агия — Воронецкого
Банда Агия — Воронецкого — организованная преступная группировка, действовавшая в конце 1980-х — начале 1990-х годов в Тольятти. Известна тем, что именно её лидеры начали в Тольятти криминальную войну.

## Начало деятельности банды
Начало деятельности банды относится к концу 1980-х годов. В то время основным преступным бизнесом была игра в «напёрстки». Группировка Владимира Агия и бывшего сотрудника милицейского батальона Александра Воронецкого попыталась отобрать напёрсточный бизнес у лидера другой группировки Владимира Вдовина по кличке Напарник. Это им не удалось — во время одной из разборок главный помощник Вдовина Валерий Спицын («Валера Опасный») обстрелял «агиевских» из обреза. Тогда обошлось без жертв, хотя были раненые. Спицын был осуждён на четыре года лишения свободы.
Владимир Агий в 1990 году занимался рэкетом на вещевом рынке. Вскоре после этого подчинённые ему бандиты взяли под контроль несколько заведений, кроме того, Агий имел долю с автомагазина «Жигули», через который шла отгрузка малолитражек АвтоВаза. На этом же магазине рэкетировал и второй лидер банды Александр Воронецкий, также имевший к этому времени криминальный авторитет. Кроме того, Воронецкому платил и ряд киосков в Автозаводском районе. Также он имел долю с ещё одного автомагазина. Однако в 1991—1992 годах Агий и Воронецкий перессорились почти со всей криминальной верхушкой Тольятти, и их положение стало достаточно зыбким. В начале 1991 года у Агия резко обострились отношения с неким авторитетом Гургеном, называющим себя вором в законе. Агий отказывался признавать правоту его полномочий. Осенью 1991 года между ними произошёл суровый разговор со взаимными угрозами, после чего их пути окончательно разошлись. Позже конфликт с Гургеном произошёл и у Воронецкого, который так же, как и Агий, с большим сомнением относился к воровской короне Гургена. Несколько точек, на которых рэкетировали Агий и Воронецкий (в том числе и магазин «Жигули»), стали уходить под контроль группировки Владимира Вдовина по кличке Напарник. Также их противником был Сергей Купеев — лидер Купеевской группировки. Однажды Агий даже попытался взять под контроль одну из его фирм. Приехавший на разборку Купеев попросту спустил Агия с лестницы.
Другим противником Агия и Воронецкого был лидер ещё одной группировки Владимир Биличенко (Хохол), который, проникнув на ВАЗ, получал на отгрузке автомобилей очень существенные прибыли и при этом, по мнению Агия и Воронецкого, не делился со своими бывшими друзьями. Многие другие тольяттинские криминальные авторитеты к тому времени отходили от традиционного рэкета малого бизнеса и рядовых покупателей машин и переходили на крупные фирмы, приступали к освоению теневых финансовых потоков. Это было значительно выгоднее, чем простое вымогательство. В результате всё теснее становилась смычка тольяттинских криминальных авторитетов и официального бизнеса.
Агий и Воронецкий решили физически устранить главарей самых влиятельных тольяттинских группировок и самим возглавить криминальное сообщество города.

## Криминальная деятельность. Война с другими группировками
Ещё за два года до начала убийств тольяттинских авторитетов Владимир Агий познакомился с Олегом Хорошевым по прозвищу Подарок, с которым он вместе занимался рэкетом на вещевом рынке. В 1991 году тридцатилетний Хорошев создал банду, занимающуся кражами на авторынке. В банду входили несколько 17-летних учащихся ПТУ №46 — Сергей Шилов (перворазрядник по стрельбе из пистолета), братья Дмитрий и Валерий Ревенко и недавний выпускник ПТУ Дмитрий Курбаленко. Впоследствии в банду вступили братья Флештеры, Владимир Карпов и некий Килевой.
Агий предложил Хорошеву взять на себя исполнение заказов на убийства конкурентов, пообещав, что оплата будет производиться щедро, каждому и без задержек. Кроме того, Агий пообещал Хорошеву, что после устранения всех врагов тот вместе с ним и Воронецким возглавит криминальное сообщество города. Банда Хорошева объединилась с бандой Агия — Воронецкого.
С апреля 1992 года Подарок начинает психологическую обработку своих молодых бандитов. Банда стала готовиться к убийствам. Хорошев добыл два обреза шестнадцатого калибра, а через некоторое время в банде появился целый боекомплект: штык-нож и нож-мачете, два обреза, три самодельные бомбы, несколько «лимонок» и гранат РГД, два пистолета Макарова, пистолет ТТ, «мелкашка» с оптикой, четыре тротиловые шашки, автомат АКСУ и спортивный пистолет Марголина.
Первой целью стал Владимир Вдовин. Бандиты Хорошева три раза устраивали на него засаду, однако каждый раз уходили, не дождавшись свою жертву.
Киллеры переключились на Сергея Купеева. Хорошев несколько раз водил своих подчинённых к дому Купеева для осмотра подходов, отходов и составления плана действий на местности. Так же, как и в случае с Вдовиным, киллеры три раза пытались убить Купеева, однако по разным причинам им это не удавалось.
Узнав, что у Агия и Воронецкого есть своя команда киллеров, к ним обратился заместитель директора одной агрофирмы Назаров с просьбой убить рэкетира Станислава Курносова, с которым они не поделили автомагазин. Взамен после выполнения заказа Агию была обещана доля в этом автомагазине. К тому же в благодарность Назаров обещает банде помочь «разобраться» с Купеевым.
Киллеры два раза подкарауливали Курносова возле его строящегося дома, однако оба раза он не приезжал, и киллеры заказ так и не выполнили.
Спустя некоторое время к Агию обратился некий Владимир Доровских по кличке Сивый. Он попросил убить авторитетов Владимира Карапетяна (Вову Армяна) и Александра Маслова — лидеров Волговской группировки. В случае успеха Сивый обещал за смерть своих врагов откатить по «восьмёрке», плюс к этому банду Агия пустили бы в автомагазины, находившиеся под «крышей» Маслова и Карапетяна. Агий принял и это предложение.
В середине июня Килевой и один из бандитов Сивого попытались убить Карапетяна, однако им это не удалось. Как они впоследствии сказали, их заметили охранники Карапетяна, и они едва ушли от погони.
К тому времени авторитет Гурген объявил Агия вне закона, после чего Агий отправил свою семью в Ульяновск, а сам стал ходить исключительно с охраной. Руководители банды поняли, что они теперь не могут рассчитывать на эффект неожиданности и уже являются врагами ряда влиятельных городских авторитетов, которые начали понимать, что за ними идёт охота.
Бандиты Агия и Воронецкого стали проникать на ранее неподконтрольные им территории. В частности, у них произошёл конфликт с одним из бригадиров Вдовина — Никитиным, который собирал деньги с азербайджанцев, торгующих у магазина «Автолюбитель». «Агиевцы» приехали в этот магазин и заявили, что теперь дань здесь будут собирать они. Один из бандитов Никитина ударил Курбаленко ножом. На разборку приехал сам лидер группировки Вдовин, и Агий признал своё поражение.
План покушения на Владимира Биличенко (Хохла) разрабатывался бандитами особенно долго и тщательно. Почти месяц ушёл только на изучение графика жизни и привычек жертвы. За смерть Хохла Агий пообещал заплатить 100 тысяч рублей.
Первые две попытки убить Биличенко оказались неудачными. На третий раз 20 августа 1992 года киллеры, взяв обрезы 16 калибра, подошли к дому Биличенко и увидели Хохла, стоящего у машины. Они дали залп, но промахнулись, попав в машину другого авторитета — Сараева. Агий потребовал у киллеров скорее закончить дело. Цена за голову Биличенко поднялась до двух миллионов рублей. 16 сентября, взяв обрезы и «лимонку», киллеры пришли к дому Хохла, зная, что тот сейчас должен ехать на какую-то стрелку. Бандиты увидели Биличенко, уже идущего к машине в окружении четырёх друзей (это были Рейстравой, Гладенький, Кнышенко и Кирячек). В это время женщина, находившаяся в квартире Биличенко, с балкона заметила парней с оружием в руках и крикнула об этом Биличенко. Испугавшись, агиевцы бежали, вслед за ними погнались люди Биличенко. Но за углом дома Ревенко и Курбаленко развернулись и из-за балкона в упор расстреляли Биличенко и его спутников. Раненый Биличенко умер в больнице.
После убийства Биличенко в банде возник разлад. У Агия начались ссоры с Воронецким. И когда для убийства Вдовина агиевцам понадобился укороченный автомат Калашникова, Воронецкий отказался его дать. А Хорошев стал осторожно намекать своим подчинённым, что после убийства Вдовина можно будет убрать и Агия.
Убийство Биличенко буквально потрясло весь бандитский мир Тольятти. К этому времени авторитеты уже начали догадываться, кто стоит за покушениями. Агий, видимо чувствуя, что в Тольятти стало небезопасно, уехал в Самару. Воронецкий же стал носить бронежилет.
7 октября по приказу лидеров банды Сергей Шилов бросил гранату в толпу возле гостиницы «Волга». Лидеры банды сказали Шилову, что взрыв должен произойти ровно в 20 часов на точно обозначенном месте. Шилов выполнил все инструкции, но взорвавшаяся граната не причиняет вреда ни одному человеку. Осколками гранаты был повреждён автомобиль заместителя городского ГАИ, оказавшийся в это же время возле гостиницы.
В середине октября был составлен новый план убийства Вдовина, который, по мнению лидеров банды, представляет наибольшую опасность. За Вдовина исполнителям обещали заплатить хорошие деньги. Напарника собирались убить из винтовки с оптическим прицелом из окна квартиры Подарка, которое как раз выходило на дом Напарника. Но потом бандиты узнали, что Напарник часто навещает авторитета Василия Горюшкина, который лечился в медсанчасти. С начала ноября Курбаленко, Ревенко и Шилов, вооружённые автоматом АКСУ, пистолетом Марголина и гранатой, регулярно дежурили у корпуса больницы. Однако и на этот раз удача оказалась на стороне Напарника. После того как киллеров едва не задержал проезжавший мимо наряд милиции, засаду пришлось снять.
3 ноября на пороге собственной квартиры бандитами был застрелен Сергей Купеев. Киллеры подстерегли авторитета, когда он спускался по лестнице. Жена Купеева, услышав выстрелы, открыла дверь, и смертельно раненый муж буквально рухнул ей на руки. В суде причастность банды Агия к убийству Купеева доказана не была.
Вскоре банда переключила своё внимание на Александра Маслова. Дом Маслова был соседним с тем, где киллеры снимали квартиру, а значит, выяснить распорядок дня авторитета было очень просто. Убийство было назначено на пятницу — 13 ноября. Этот день был выбран по настоянию увлекавшегося оккультизмом Подарка, который утверждал, что такие дни издревле предназначались для жертвоприношений.
Это убийство совершил один Шилов. Он переоделся в рабочую одежду, взял пистолет и отправился к подъезду Маслова. Когда тот подъехал к своему дому и в сопровождении охранника Снежкина вышел из автомобиля, Шилов выстрелил в них три раза, убив Маслова и ранив охранника, однако потом у него заклинило пистолет, и добить Снежкина ему не удалось.
9 ноября банда предприняла попытку убить авторитета Герасимова. К его машине, стоящей возле гостиницы «Жигули», бандиты намеревались прикрутить две мины. Однако из-за большого скопления свидетелей операцию пришлось отложить.
26 ноября Шилов с Ревенко попытались убить некого Гвосалию, более известного как вора в законе Буцека, который поддерживал их противников. Но киллеры, перепутав окна, бросили две гранаты в окна соседнего этажа. Никто из людей не пострадал.
Понимая, что скоро на их банду начнут охоту враждебные криминальные силы и милиция, Агий решает, что его людям надо на время разъехаться. Но перед этим он решает убить Гургена. Два раза киллеры пытались убить его, но неудачно.

## Аресты
Уже с середины ноября вся банда Агия находится под наблюдением милиции. В конце месяца оперативники зафиксировали подготовку киллеров к отъезду из города. Чуть позже пришла информация, что киллерам уехать не дадут.
3 декабря 1992 года были арестованы все подчинённые Хорошева, за исключением самого Подарка. Арестовав убийц, милиция фактически спасла их жизни. К этому времени в правоохранительных органах имелась информация о том, что руководители группировки, заметая за собой следы, планируют убрать исполнителей своих заказов. Арестованные киллеры оказались защищёнными не только от предавших их руководителей, но и от друзей и близких убитых ими авторитетов, чего не избежал оставшийся на воле Воронецкий. 18 декабря, когда он выгуливал собаку во дворе собственного дома, подошедший сзади киллер расстрелял его из пистолета. Воронецкого не спас и предусмотрительно надетый бронежилет. Предположительно, это убийство было совершено по заказу Купеевской группировки.
Обложенному со всех сторон правоохранительными органами и жаждущими возмездия тольяттинскими бандитами Агию удавалось скрываться почти полгода. Однако 4 июня 1993 года тольяттинские оперативники задержали Агия на квартире у его новой жены. У Агия изъяли пистолет, который он безуспешно пытался выбросить с балкона.
Олега Хорошева найти так и не удалось. По некоторым данным, он уехал в Германию. Но Дмитрий Рузляев, новый лидер Волговской ОПГ, говорил, что в его присутствии Подарка убил Гарри Купеев, брат Сергея Купеева, ветеран войны в Афганистане, а труп они сбросили в Волгу с плотины Жигулёвской ГЭС.
Прокуратура города Тольятти впервые в истории Самарской области возбудила уголовное дело по 77-й статье УК РФ — бандитизм. Следователь прокуратуры Масолапов предполагал, что банда причастна не только к убийствам в черте города. Выяснилось, что три криминальных авторитета в Оренбурге и Бузулуке были убиты подозрительно похожим образом. Во время оренбургских убийств Шилов и Курбаленко находились в тех краях. Кроме того, ряд фактов заставил Масолапова подозревать, что, возможно, за спиной Агия и Воронецкого стояли влиятельные московские воры в законе, которые никак не могли взять Тольятти под свой контроль и были заинтересованы в уничтожении ряда неуступчивых тольяттинских авторитетов. Помимо этого, в ходе расследования дела наружу всплыли сомнительные знакомства высших милицейских чинов с преступными элементами. Дела, распутываемые следствием, были настолько серьёзны, что свидетель по делу об убийстве Биличенко, некто Бутов, предпочёл даче показаний выброситься из окна.
Следователю Масолапову угрожали по телефону. Тем не менее он продолжил работу. По его распоряжению милиция задержала Гургена и Карапетяна. И, наконец, следователь вызвал на допрос одного высокопоставленного работника прокуратуры. 23 февраля Масолапов был избит. Через месяц он сдал дело, а затем уволился из прокуратуры. Дело «агиевских» стала вести прокурор по особо важным делам Тамара Шутёмова.

## Суд
Перед судом предстало двенадцать человек. Прокурор требовал смертной казни для главных обвиняемых, но областной суд приговорил «агиевских» к длительным срокам лишения свободы. Владимир Агий и Дмитрий Ревенко получили по 15 лет тюремного заключения, Курбаленко и Шилов — по 12, Карпов, Назаров, Чмут и Василий Флештер — по 8. Остальных участников банды убийц приговорили к срокам от 1 до 4,5 лет лишения свободы.
Однако Верховный суд РФ весной 1995 года оправдал «агиевских» и освободил их из-под стражи. Позднее оправдательный приговор был отменён, и суд над бандой начался заново, однако всех фигурантов дела собрать заново так и не удалось.
Соратники убитых тольяттинских авторитетов одного за другим убили нескольких бывших обвиняемых. Сивому, заказавшему Маслова, даже устроили показательную казнь, расстреляв его на пороге Тольяттинской прокуратуры. Агий бесследно исчез, возможно, скрылся, возможно, был убит. Банда Агия — Воронецкого окончательно прекратила своё существование.